# Benedikt Zuckermann

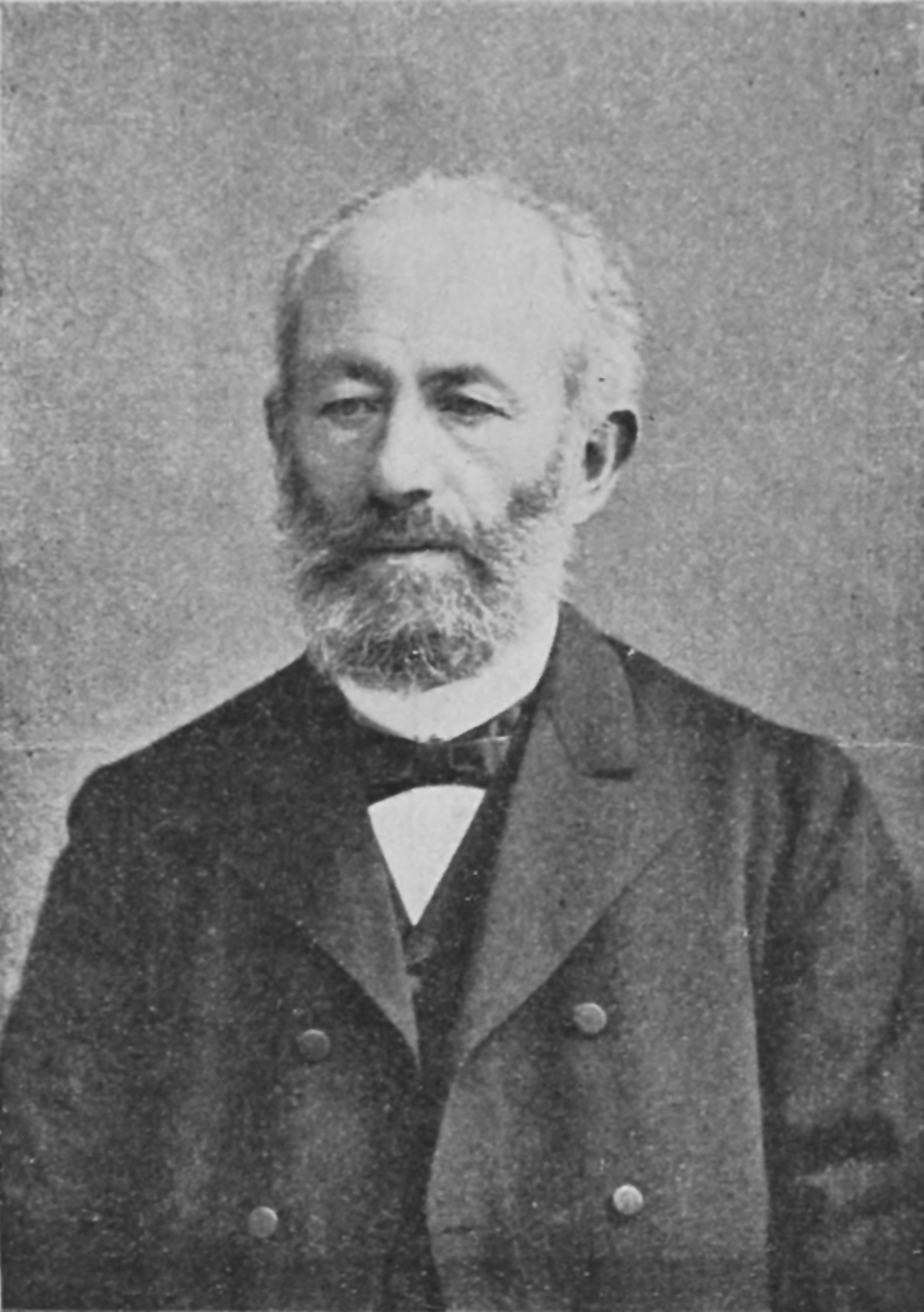
Benedikt Zuckermann

Benedikt Zuckermann (auch: Benedict Zuckermann; geboren 9. Oktober 1818 in Breslau; gestorben 17. Dezember 1891 ebenda) war ein deutscher jüdischer Gelehrter, Bibliothekar und Lehrer für Mathematik, Naturwissenschaften und Astronomie.

## Leben
Er wurde an der Kieler Universität promoviert und unterrichtete am Rabbinerseminar in Breslau und zuvor seit 1854 am Jüdisch-Theologischen Seminar in Breslau. Seit 1857 verwaltete er auch die dortige Seminarbibliothek, deren Bestand er im Katalog von 1870 dokumentierte. Zuckermann gab mehrere maßgeblich gewordene Schriften über Kalenderfragen, Mathematik im Talmud und Münzwesen im Talmud heraus. Seine Lebensführung soll streng orthodox gewesen sein.

## Werke (Auswahl)
- Über Sabbathjahrcyclus und Jubelperiode, Breslau 1857 (auch englisch: London 1866)
- Über Talmudische Münzen und Gewichte, Breslau 1862 (Digitalisat bei archive.org)
- Katalog der Seminarbibliothek, Breslau 1870 (2. verb. Aufl. Berlin 1876)
- Das Mathematische im Talmud, Breslau 1878 (Digitalisat bei archive.org)
- Tabelle zur Berechnung des Eintrittes der Nacht, Breslau 1892 (aus dem Nachlass hrsg. von M. Brann)
- Anleitung und Tabellen zur Vergleichung Jüdischer und Christlicher Zeitangaben, Breslau 1893 (aus dem Nachlass hrsg. v. M. Brann)